# Job Definition Format
Job Definition Format（ジョブデフィニションフォーマット; JDF）とは、CIP3の情報伝達フォーマットであるPPF (Print Production Format) と、アドビが提唱した印刷ワークフロー用のメッセージ伝達・工程指示ファイルフォーマットPJTF (Portable Job Ticket Format) の技術を元に、XML言語を使って記述されるファイルフォーマット。Query（問い合わせ）、Command（コマンド）、Responce（応答）、Acknowledge（結果通知）、Signal（シグナル）などのメッセージコマンドをサポートするJMF (Job Messaging Format) を内部に持ち、工程間の相互情報伝達が可能。
jdf4you.org - Simplify JDF